# Juarez Paraíso
Juarez Marialva Tito Martins Paraiso (Rio de Contas, 3 de setembro de 1934) é um escultor, pintor, gravador e desenhista e professor brasileiro, imortal da Academia de Letras da Bahia cadeira 39. Em mais de 60 anos de atividade como artista plástico, ele reúne inúmeras exposições individuais e coletivas, prêmios, esculturas em espaços abertos em muitos pontos do Brasil, sobretudo em Salvador, além de obras adquiridas por museus internacionais.  Juarez Paraiso é integrante da denominada  segunda geração de artistas modernos da Bahia, juntamente com Calasans Neto, Sante Scaldaferri, Jenner Augusto, dentre outros.Sua sua primeira exposição individual foi realizada em 1960, na Biblioteca Pública do Estado da Bahia.Uma das características inconfundíveis de seu trabalho é o entrelaçamento de formas circulares de conotação orgânica. 

## Formação
A formação artística de Juarez Paraíso inicia em 1951 no Curso Anexo do Instituto Baiano de Artes Plásticas da Escola de Belas Artes com noções preliminares de desenho artístico, geométrico e de modelagem. Entre 1952  e 1956 se deu a sua graduação no Curso de Pintura e a experiência docente. Entre 1957 e 1959, Gravura e, por último, a graduação no Curso de Escultura em 1962.

## Exposições Individuais
- 1960 - Salvador BA - Individual, na Biblioteca Pública da Bahia.
- 1963 - Salvador BA - Individual, no MAM/BA.
- 1964 - Salvador BA - Individual, na Galeria Querino.
- 1966 - Rio de Janeiro RJ - Individual, na Galeria Montmartre Jorge.[2]

## Exposições Coletivas
- 1953 - Salvador BA - 2º Salão Universitário Baiano de Belas Artes - medalha de ouro.
- 1954 - Salvador BA - 3º Salão Universitário Baiano de Belas Artes.
- 1954 - Salvador BA - 4º Salão Baiano de Belas Artes.
- 1955 - Salvador BA - 4º Salão Universitário Baiano de Belas Artes - Prêmio Universidade da Bahia.
- 1955 - Salvador BA - 5º Salão Baiano de Belas Artes - premiado.
- 1956 - Madri (Espanha) - Artistas da Bahia, no Instituto de Cultura Hispânica.
- 1959 - Rio de Janeiro RJ - 8º Salão Nacional de Arte Moderna.
- 1959 - Salvador BA - Artistas Modernos da Bahia.
- 1960 - Salvador BA - Artistas Modernos, no MAM/BA.
- 1962 - Belo Horizonte MG - Salão do Museu de Arte da Prefeitura de Belo Horizonte.
- 1962 - Rio de Janeiro RJ - Artistas Novos da Bahia, na Galeria do Ibeu.
- 1963 - Belo Horizonte MG - Salão do Museu de Arte da Prefeitura de Belo Horizonte.
- 1963 - Rio de Janeiro RJ - 12º Salão Nacional de Arte Moderna.
- 1963 - Salvador BA - Coletiva, no Museu de Arte Popular da Bahia.
- 1964 - Brasília DF - 1º Salão de Arte Moderna do Distrito Federal.
- 1964 - Salvador BA - Artistas Abstratos da Bahia.
- 1965 - Brasília DF - 2º Salão de Arte Moderna do Distrito Federal.
- 1965 - Lima (Peru) - Mostra Itinerante Artistas Baianos.
- 1965 - Rio de Janeiro RJ - Mostra Itinerante Artistas Baianos, no Instituto Cultural Brasil Alemanha.
- 1965 - Salvador BA - A Gravura na Bahia, na Galeria Convivium.
- 1965 - Salvador BA - Mostra Itinerante Artistas Baianos, na Biblioteca Pública da Bahia.
- 1965 e 1966 - Madri (Espanha) - Mostra Itinerante Artistas Baianos.
- 1965 e 1966 - Los Angeles (Estados Unidos) - Mostra Itinerante Artistas Baianos.
- 1966 - Brasília DF - 3º Salão de Arte Moderna do Distrito Federal - premiado.
- 1967 - Brasília DF - 4º Salão de Arte Moderna do Distrito Federal, no Teatro Nacional Cláudio Santoro.
- 1967 - Porto Alegre RS - Coletiva, no Margs.
- 1967 - Rio de Janeiro RJ - 16º Salão Nacional de Arte Moderna.
- 1969 - São Paulo SP - 1º Panorama da Arte Atual Brasileira, no MAM/SP.
- 1971 - Curitiba PR - 28º Salão Paranaense, na Biblioteca Pública do Paraná.
- 1971 - São Paulo SP - 3º Panorama da Arte Atual Brasileira, no MAM/SP.
- 1973 - São Paulo SP - 12ª Bienal Internacional de São Paulo, na Fundação Bienal
- 1975 - Salvador BA - Feira da Bahia.
- 1975 - Salvador BA - Mostra de Artes Plásticas.
- 1975 - São Paulo SP - 7º Panorama da Arte Atual Brasileira, no MAM/SP.
- 1977 - São Paulo SP - 14ª Bienal Internacional de São Paulo, na Fundação Bienal.
- 1981 - Rio de Janeiro RJ - 4º Salão Nacional de Artes Plásticas, na MAM/RJ.
- 1997 - Salvador BA - Um Brinde ao Café, no Espaço Cafelier.
- 1998 - Salvador BA - Salões Regionais de Artes Plásticas da Bahia: mostra dos artistas premiados, no MAM/BA.
- 1998 - Salvador BA - Tropicália 30 Anos: 40 artistas baianos, no MAM/BA.
- 1999 - Curitiba PR - Arte-Arte Salvador 450 Anos, na Fundação Cultural de Curitiba. Solar do Barão.
- 1999 - Rio de Janeiro RJ - Arte-Arte Salvador 450 Anos, no Museu Histórico da Cidade.
- 1999 - Salvador BA - 100 Artistas Plásticos da Bahia, no Museu de Arte Sacra.
- 1999 - Salvador BA - Arte-Arte Salvador 450 Anos, no MAM/BA.
- 1999 – Salvador, BA – 100 Artistas Baianos, no Museu de Arte Sacra da Bahia.
- 1999 – Salvador, BA – Arte-Arte Salvador 450 Anos, no Museu de Arte Moderna da Bahia – MAM- BA.
- 1999 – Salvador, BA – 450 Motivos para Amar Salvador, no Shopping Piedade.
- 1999 – Salvador, BA – Coletiva de Arte Digital, na Galeria da Associação Cultural Brasil-Estados Unidos – Acbeu.
- 1999 - Curitiba, PR – Arte-Arte Salvador 450 Anos, na Fundação Cultural de Curitiba.
- 1999 – Rio de Janeiro, RJ – Arte-Arte Salvador 450 Anos, no Museu Histórico da Cidade.
- 2000 – Salvador, BA – Coletiva de Desenhos, na Mokiti Okada Galeria de Arte.
- 2000 – Salvador, BA – Coletiva de Fotografias, na Mokiti Okada Galeria de Arte.
- 2000 – Salvador, BA – Coletiva, na Loja Leiro.
- 2000 – Salvador, BA – Janelas, na Casa de Angola.
- 2000 – São Félix, BA – V Bienal do Recôncavo (Sala Especial), Centro Cultural Dannemann.
- 2000 – Salvador, BA – 20 Trabalhos de Arte Digital, na Vitrine da Associação Cultural Brasil-Estados Unidos – Acbeu, unidade Vitória (a Vitrine é um espaço contiguo à Galeria Acbeu).
- 2000 – Salvador, BA – 11ª Exposição de Arte dos Alunos e Colaboradores da Acbeu, na Associação Cultural Brasil-Estados Unidos – Acbeu, unidade Magalhães Neto.
- 2000 – Salvador, BA – Primavera com Arte, no Liceu (prédio do antigo Liceu de Artes e Oficios), painel coletivo.
- 2001 – Salvador, BA – Mestres da Arte Baiana, no Museu Náutico da Bahia, Farol da Barra. Promoção Baneb e TV Bahia.
- 2001 – Salvador, BA – Exposição Intercâmbio 2001, no Centro de Memória e Cultura dos Correios. Integrou as atividades da Conferência Internacional Influências Africanas nas Artes Visuais das Américas.
- 2001 – Salvador, BA – Pintura em Gestos de Paz, no Conjunto Cultural da Caixa.
- 2001 – Salvador, BA – O Hashi: a Grande Ponte, na Fundação João Fernandes da Cunha. Promoção Associação Brasil-Japão do Estado da Bahia.
- 2001 – Salvador, BA – Coletiva, na Galeria Mosaico.
- 2001 – Salvador, BA – 14 Artistas, na Praça das Artes (Rua Gregório de Mattos, n. 39, subsolo).
- 2002 – Salvador, BA – Pintura Bahia 2002, no Museu de Arte Moderna da Bahia – MAM-BA.
- 2002 – Salvador, BA – Art for Sale, na Galeria da Associação Cultural Brasil-Estados Unidos – Acbeu.
- 2003 – Salvador, BA – Artes Visuais na Bahia, no Gabinete Português de Leitura. Promoção da Academia de Letras e Artes de Salvador.
- 2003 – Salvador, BA – Autenticidade: Homenagem a Carybé, na Galeria da Ebec (Escola Baiana de Expansão Cultural – Escola de inglês).
- 2004 – Feira de Santana, BA – Acervo Acbeu de Artes Plásticas, no Museu Regional de Arte.
- 2005 – Lauro de Freitas, BA – Homenagem ao Dia da Mulher, na Prefeitura de Lauro de Freitas.
- 2005 – Salvador, BA – Projeto Nordeste de Artes Plásticas e lançamento do Catálogo de murais realizados na Universidade Estadual de Feira de Santana, no Museu de Arte Moderna da Bahia – MAM-BA.
- 2006 – Salvador, BA – Coletiva de reinauguração da Galeria Solar Ferrão, no Centro Histórico de Salvador.
- 2006 – Salvador, BA – Art for Sale, na Galeria do Instituto Cultural Brasil-Alemanha – Icba (Goethe Institut).
- 2006 – Salvador, BA – Coletiva de Desenho, na Galeria da Associação Cultural Brasil-Estados Unidos – Acbeu. Promoção Mercado Cultural.
- 2006 – Salvador, BA – Arte Erótica, na Galeria Cañizares, da Escola de Belas Artes da UFBA.
- 2006 – Salvador, BA – Agosto da Fotografia: Festival Internacional de Fotografia, na Galeria Cañizares, da Escola de Belas Artes da UFBA.
- 2006 – Salvador, BA – Negras Raízes, no Museu de Arte Moderna da Bahia – MAM-BA, em conjunto com obras de Agnaldo dos Santos, Mestre Didi e Rubem Valentim.
- 2007 – Salvador, BA – Mais Gravura, na Galeria da Associação Cultural Brasil-Estados Unidos – Acbeu.
- 2007 – Salvador, BA – Arte Contemporânea: 60 Artistas Plásticos da Bahia em Pequenos Formatos, no Hotel Sofitel, em Sauípe. Promoção do Projeto Arte Sofitel, da Prova do Artista Galeria de Arte.
- 2007 – Salvador, BA – Circuito das Artes 2007, na Galeria da Associação Cultural Brasil-Estados Unidos – Acbeu.
- 2007 – Salvador, BA – Matéria Presente, na Galeria Cañizares, da Escola de Belas Artes da UFBA.
- 2007 – Lauro de Freitas, BA – Coletiva do I Seminário de Artes Plásticas da Unialf. Promoção da União dos Artistas de Lauro de Freitas – Unialf. Artista convidado.
- 2007 – Salvador, BA – 5º Salão Bahia-Marinhas. Artista convidado.
- 2007 – Feira de Santana, BA – Panorama  2007, no Museu de Arte Contemporânea Raimundo Oliveira.
- 2007 – Salvador, BA – Memória Corpo-Activa, coletiva com a temática Santo Antônio, na Sala Juarez Paraiso, da Escola de Belas Artes da UFBA.
- 2007 – Salvador, BA – Coletiva Inaugural do Memorial Professor Milton Santos, no Centro de Recursos Ambientais, Forte de Nossa Senhora do Monte Serrat.
- 2008 – Salvador, BA – Solidariedade: Chico Diabo, na Galeria da Ebec (Escola Baiana de Expansão Cultural – Escola de inglês).
- 2008 – Salvador, BA – Corpo e Dobras, na Galeria Cañizares, da Escola de Belas Artes da UFBA.
- 2008 – Salvador, BA – Sala Aberta, na Galeria Buffone Arte Contemporânea.
- 2008 – Salvador, BA – Natal Artístico Solidário 2008, na Fundação Gregório de Mattos. Promoção Prefeitura de Salvador e Secretaria Municipal da Educação e Cultura.
- 2008 – Salvador, BA – Faces do Brasil, no Salão Nobre e na Sala Juarez Paraiso, da Escola de Belas Artes da UFBA.
- 2009 – Salvador, BA – 18º Encontro da Associação Nacional de Pesquisadores em Artes Plásticas, na Galeria Cañizares, da Escola de Belas Artes da UFBA.
- 2009 – Salvador, BA – Homenagem ao Querido Dorival Caymmi, no Aeroporto Internacional de Salvador. Promoção da União dos Artistas de Lauro de Freitas – Unialf.
- 2009 – São Paulo – Olhar da Crítica: Premiados da Associação Brasileira de Críticos de Arte –ABCA e o Acervo Artístico dos Palácios, no Palácio dos Bandeirantes.
- 2010 – Salvador, BA –Jorge: Guerreiro da Luz, no Sobrado.
- 2010 – Salvador, BA – Jornada Ecológica Move Arte, na Galeria Cañizares, da Escola de Belas Artes da UFBA.
- 2010 – Promoção da 37ª Jornada Internacional de Cinema da Bahia.
- 2010 – Salvador, BA – 2.234, no Casarão (bairro de Santo Antonio além Carmo).
- 2012 – Salvador, BA – Circuito das Artes, na Galeria do Conselho.
- 2012 – Salvador, BA – Comemorações, homenagem aos 80 anos de Matilde Matos, na Ebec Galeria de Arte (Escola Baiana de Expansão Cultural – Escola de inglês).[1]